# Đèo Bụt, Bắc Ninh
Đèo Bụt là đèo trên đường tỉnh 293 ở vùng giáp ranh giữa 2 xã Tây Yên Tử và Lục Sơn của tỉnh Bắc Ninh, Việt Nam .
Đèo dài cỡ 3 km, độ cao cỡ 280 m. Đèo cách trung tâm thị trấn Tây Yên Tử 21°12′57″B 106°45′50″Đ / 21,215703°B 106,763905°Đ 11 km về hướng tây, cách thị trấn Đồi Ngô 21°17′48″B 106°24′29″Đ / 21,296597°B 106,407995°Đ 41 km về hướng đông đông nam .